# Commissure
En anatomie, une commissure est un point de réunion entre deux parties, par exemple la commissure des paupières, des lèvres.
En anatomie neurologique les commissures sont des faisceaux de substance blanche qui unissent les deux hémisphères cérébraux droit et gauche. Ainsi la commissure antérieure est un faisceau de fibres nerveuses qui se trouve en avant du fornix, à la jonction de la lame terminale et du rostrum du corps calleux. De chaque côté, le faisceau de fibres commissurales entrent dans les noyaux lenticulaires. 
La commissure postérieure passe sous la glande pinéale, dans la paroi postérieure du troisième ventricule. D'une façon plus générale on dénomme commissure toute structure qui fait communiquer deux parties de l'encéphale, ou la moelle épinière avec l'encéphale.
Les fibres nerveuses qui passent ainsi d'un côté à l'autre réalisent la décussation dont la finalité adaptative est caractéristique des vertébrés supérieurs.
Le cervelet est anatomiquement relié aux pédoncules cérébraux par les pédoncules cérébelleux supérieurs qui croisent au niveau du mésencéphale formant la commissure de Wernekink qui peut être le siège du syndrome de la commissure de Wernekink décrit en 1958 par François Lhermitte,.
Dans les organes génitaux féminins, les points de jonction des deux plis des grandes lèvres créent deux commissures - la commissure antérieure juste en avant du prépuce du clitoris et la commissure postérieure des grandes lèvres, directement en arrière du frein des petites lèvres et antérieur au raphé périnéal.